# Bathyplectes rostratus
Bathyplectes rostratus là một loài tò vò trong họ Ichneumonidae.